# Van Hoëvells niltava
Van Hoëvells niltava (Eumyias hoevelli synoniem: Cyornis hoevelli) is een zangvogel uit de familie Muscicapidae (vliegenvangers). De vogel werd in 1903 door Adolf Bernard Meyer in het tijdschrift van het Rijksmuseum van Natuurlijke Historie te Leiden geldig beschreven als Siphia hoëvelli. De naam is een eerbetoon aan Gerrit Willem Wolter Carel van Hoëvell (1848-1920) tussen 1898-1903 gouverneur van Celebes en begunstiger van een (wetenschappelijke) expeditie.

## Kenmerken
De vogel is 15 cm lang. Het mannetje heeft een staalblauwe kop, hals, keel en nek, rond het oog bijna zwart. De vleugels zijn grijsbruin en de buik is roestrood. Het vrouwtje is veel doffer van kleur. Zij is overwegend grijsbruin, de kin is lichter en de borst en buik zijn licht roestbruin.

## Verspreiding en leefgebied
Deze soort is endemisch op het Indonesische eiland Sulawesi (Celebes). De leefgebieden liggen in montaan tropisch bos tussen de 1400 en 2300 meter boven zeeniveau. Hoewel de populaties te maken hebben met habitatverlies is de soort niet bedreigd in zijn voortbestaan.